# 23259 Miwadagakuen
23259 Miwadagakuen este un asteroid din centura principală de asteroizi.

## Descriere
23259 Miwadagakuen este un asteroid din centura principală de asteroizi. A fost descoperit pe 29 decembrie 2000 la Bisei Spaceguard Center în cadrul programului BATTeRS. Asteroidul prezintă o orbită caracterizată de o semiaxă mare de 2,27 ua, o excentricitate de 0,08 și o înclinație de 9,2° în raport cu ecliptica.